# Jan Sztolcman

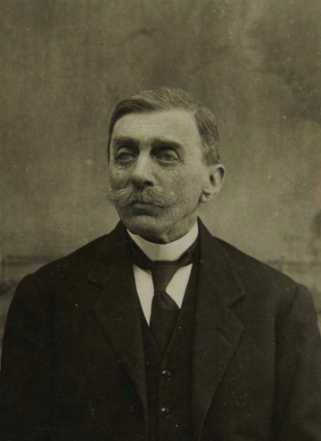
Jan Sztolcman

Jan Stanisław Sztolcman (* 19. November 1854, Warschau, Polen; † 29. April 1928, (ebenda)) war ein polnischer Forscher und Ornithologe. Man findet ihn in der Literatur manchmal auch in der Schreibweise bzw. den Namen Jean Stanislaus Stolzmann. Deshalb ist auch sein Autorenkürzel Stolzmann.

## Leben
Er nahm unter anderem das Amt des Vizedirektors des Nationalen Zoologischen Museums in Warschau wahr. Für das Zoologische Museum in Warschau bereiste er für mehrere Jahre ab 1875 Peru. Die meisten seiner Veröffentlichungen beziehen sich auf diese Forschungsreise. Während dieser Forschungsreise gelang ihm 1880 für lange Zeit eine der letzten Sichtungen der Violettscheitel-Flaggensylphe. Der Vogel galt als ausgestorben, bis ihn 1962 der brasilianische Naturforscher Augusto Ruschi in einem Tal des Utcubamba wiederentdeckte.
Jan Sztolcman hat auch Anteil an der Rettung des Wisents. Beim Internationalen Naturschutzkongress am 2. Juni 1923 trug er einen Appell zur Rettung des Wisents vor. Der Kongress beschloss darauf, eine internationale Gesellschaft zwischen den Ländern zu gründen, auf deren Territorien sich Wisente befanden. Die Gründungssitzung der Internationalen Gesellschaft zur Erhaltung des Wisents fand am 25. und 26. August 1923 in Berlin statt. Jan Sztolcman trat dieser Gesellschaft, der unter anderem der Zoo in Posen und der Polnische Jägerverband beigetreten waren, als Einzelperson bei.

## Dedikationsnamen
Osbert Salvin nannte 1895 den Grünkopfkolibri (Oreotrochilus stolzmanni) zu seinen Ehren. Hans Hermann Carl Ludwig von Berlepsch und Władysław Taczanowski beschrieben 1884 die Ockerbrusttangare (Habia stolzmanni), 1885 die Stolzmanntangare (Urothraupis stolzmanni). Taczanowski alleine bennatte 1877 die Stolzmannammer (Rhynchospiza stolzmanni) nach ihm. Rudolph Amandus Philippi ehrte ihn 1902 im Namen der Stolzmannschwalbe (Tachycineta stolzmanni), Carl Eduard Hellmayr 1906 in der Südlichen Zwergpipra (Tyranneutes stolzmanni). Frank Steindachner beschrieb 1891 Die Erdleguan-Art Liolaemus stolzmanni. Das Typusexemplar hatte Sztolcman im Hochland Perus gesammelt. Im gleichen Jahr beschrieb er auch noch den Wüstenkielschwanzleguan (Tropidurus stolzmanni). Oldfield Thomas ehrte ihn 1893 in der Wühler-Art Ichthyomys stolzmanni. Tadeusz Franciszek Antoni Jaczewski nannte 1928 eine Teichläuferart Hydrometra sztolcmani, Antoni Józef Wagner 1928 die Schnirkelschneckenart Cattania sztolcmani und Władysław Karol Aleksander Poliński 1922 die Schließmundschneckenart Andiniella sztolcmani.
Colaptes stolzmanni Taczanowski, 1880 ist heute ein Synonym für die Südandenspecht-Unterart (Colaptes rupicola cinereicapillus Reichenbach, 1854), Elaenia frantzii stolzmanni Ridgway, 1906 ein Synonym zur Olivkopfelaenie (Elaenia obscura (d'Orbigny & Lafresnaye, 1837)), Sitta europaea sztolcmani Domaniewski, 1913, ein Synonym für den Kleiber (Sitta europaea Linnaeus, 1758), Catharus dryas sztolcmani Domaniewski, 1918, ein Synonym für die Tropfenbrust-Musendrossel (Catharus dryas maculatus (Sclater, PL, 1858)) und Pipraeidea melanonota sztolcmani Dunajewski, 1939, ein Synonym für die Schwarzrückentangare-Unterart (Pipraeidea melanonota venezuelensis Sclater, PL, 1857).

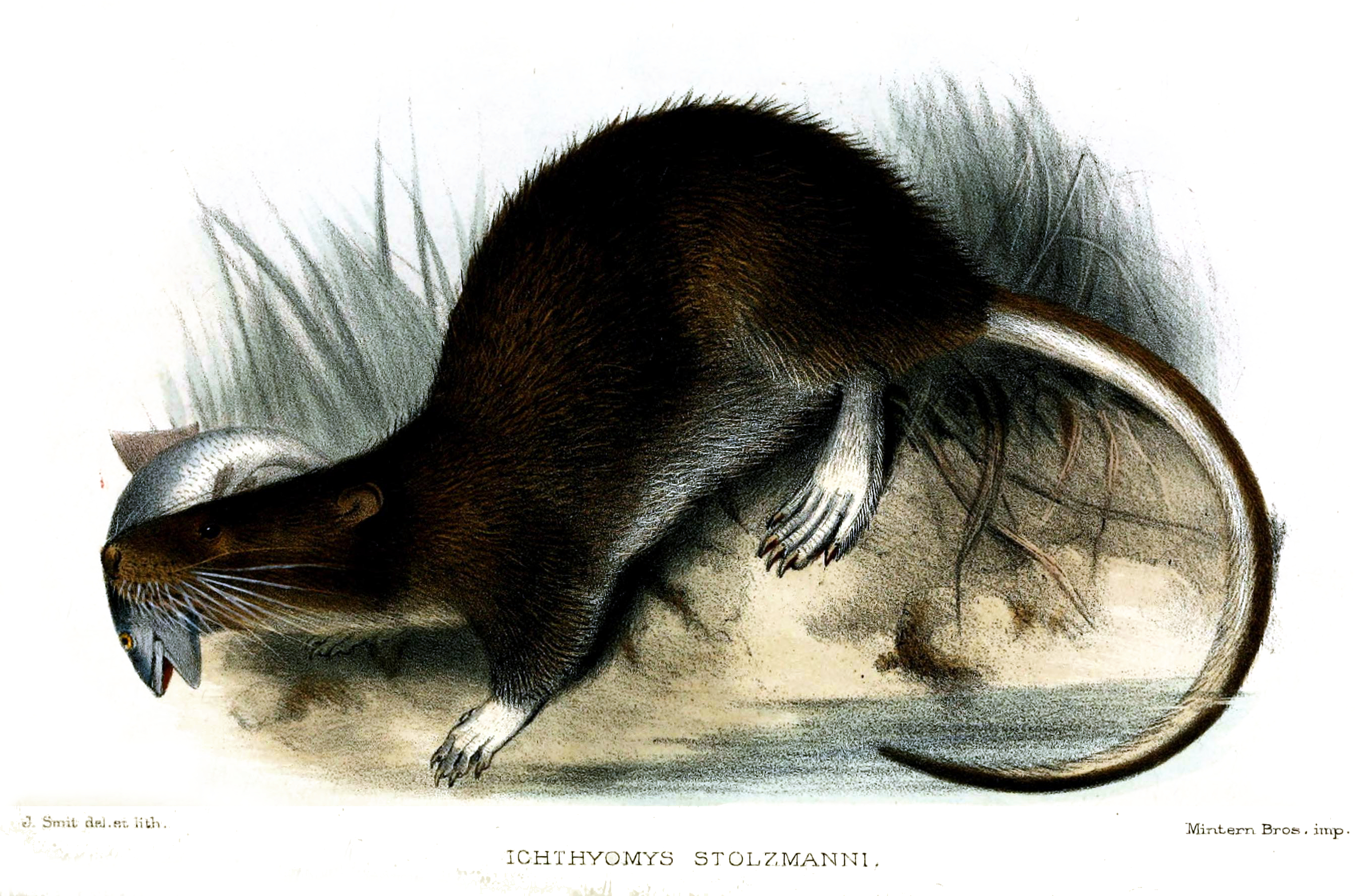
Ichthyomys stolzmanni illustriert von Joseph Smit (1836–1929)
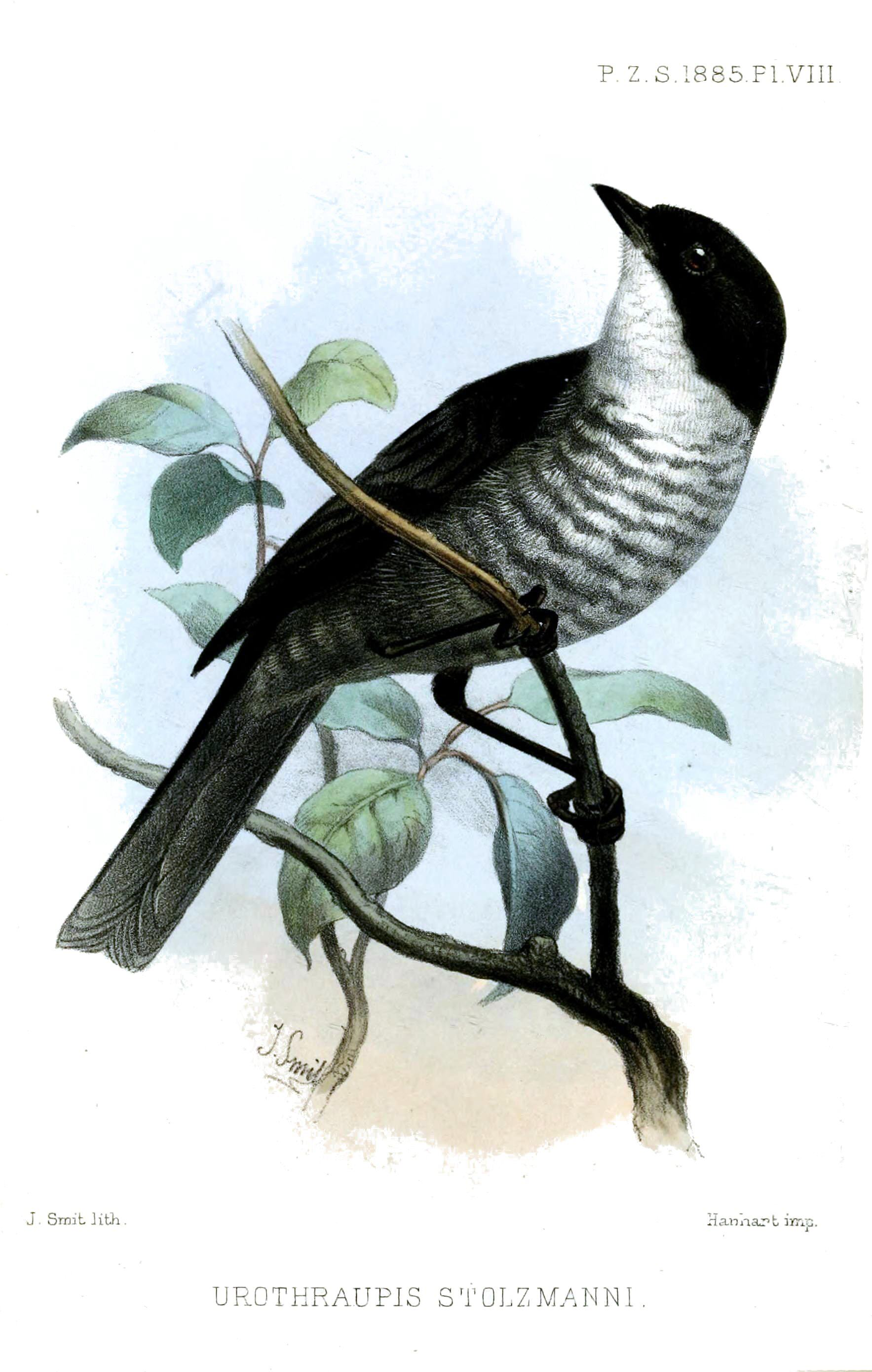
Stolzmanntangare illustriert von Joseph Smit

## Veröffentlichungen
- mit Władysław Taczanowski: Notice sur la Loddigesia mirabilis (Bourc.). In: Proceedings of the Scientific Meetings of the Zoological Society of London for the Year 1881. 1881, S. 827–834 (biodiversitylibrary.org).
- mit Hans Hermann Carl Ludwig von Berlepsch: Résultats des recherches ornithologiques faites au Pérou par M. Jean Kalinowski. In: Proceedings of the General Meetings for Scientific Business of the Zoological Society of London for the Year 1892. 1892, S. 371–410 (biodiversitylibrary.org).
- mit Hans Hermann Carl Ludwig von Berlepsch: Descriptions de quelques espèces nouvelle d'oiseaux du Pérou central. In: The Ibis (= 6). Band 6, 1894, S. 385–405 (biodiversitylibrary.org).
- mit Hans Hermann Carl Ludwig von Berlepsch, John Gerrard Keulemans: On the Ornithological Research of M. Jean Kalinowski in Central Peru. In: Proceedings of the General Meetings for Scientific Business of the Zoological Society of London for the Year 1896. 1896, S. 322–388 (biodiversitylibrary.org).
- mit Hans Hermann Carl Ludwig von Berlepsch: Descriptions d'oiseaux nouveaux du Pérou central recueillis par le voyageur Polonais Jean Kalinowski. In: Compte rendu des Séances IIIe Congres Ornithologique International Paris. Band 3, 1900, S. 191–195 (biodiversitylibrary.org).
- mit Hans Hermann Carl Ludwig von Berlepsch: Description de trois Espèces nouveles d'Oiseaux du Pérou du Muséum Branicki. In: The Ibis (= 8). Band 1, Nr. 4, 1901, S. 715–719 (biodiversitylibrary.org).
- mit Hans Hermann Carl Ludwig von Berlepsch: Descriptions d'oiseaux nouveaux du Pérou central recueillis par le voyageur Polonais Jean Kalinowski. In: Ornis; internationale Zeitschrift für die gesammte Ornithologie. Band 6, 1901, S. 191–195 (biodiversitylibrary.org).
- mit Hans Hermann Carl Ludwig von Berlepsch, John Gerrard Keulemans: On the Ornithological Research of M. Jean Kalinowski in Central Peru. In: Proceedings of the General Meetings for Scientific Business of the Zoological Society of London for the Year 1902. Band 2, 1902, S. 18–60 (biodiversitylibrary.org).
- Ornitologia łowiecka (1905), Peru
- mit Hans Hermann Carl Ludwig von Berlepsch: Rapport sur les nouvelles collections ornithologiques faites au Pérou par M. Jean Kalinowski. In: Ornis; internationale Zeitschrift für die gesammte Ornithologie. Band 13, Nr. 2, 1906, S. 63–133 (biodiversitylibrary.org).
- Wspomnienia z podróży (2 Bände, 1912)
- Łowiectwo (1920)
- Przemówienie Jana Sztolcmana i Roberta de Clermont na Międzynarodowym Kongresie Ochrony Przyrody w Paryżu (PDF; 148 kB) (1923)
- Żubr, jego historia, obyczaje i przyszłość (1926)
- Ptaki zebrane w Paranie. Étude des collections ornithologiques de Paranà. In: Annales Zoologici Musei Polonici Historiae Naturalis. Band 5, Nr. 3, 1. November 1926, S. 107–196 (rcin.org.pl [PDF; 12,9 MB]).
- Revision des oiseaux néotropicaux de la collection du Musée Polonais d'Histoire Naturelle à Varsovie. In: Annales Zoologici Musei Polonici Historiae Naturalis. Band 5, Nr. 4, 1926, S. 197–235 (rcin.org.pl [PDF; 17,9 MB]).
- O dymorfiźmie płciowym – Polemik gegen Karl Darwins Ansicht zum Sexualdimorphismus
- Szkice ornitologiczne (1916)
- Rewizja ptaków neotropikalnych w zbiorach Polskiego Państwowego Muzeum Przyrodniczego. In: Prace Zoologiczne Polskiego Panstwowego Muzeum Przyrodniczego. Band 5, Nr. 4, 1926, S. 198–235 (rcin.org.pl).
- Nad Nilem Błękitnym (wörtlich „Am Blauen Nil“)
- Czwarty Polak za Kordylierami („Der vierte Pole hinter den Kordilleren“), Hrsg. Krajowa Agencja Wydawnicza 1982